# NGC 1265

NGC 1265

NGC 1265 هي مجرة إهليلجية، تتبع كوكبة حامل رأس الغول.

## روابط خارجية
- NGC 1265 على موقع ويكي سكاي: DSS2, SDSS, GALEX, IRAS, Hydrogen α, X-Ray, Astrophoto, Sky Map, Articles and images